# Wu-Yi Hsiang

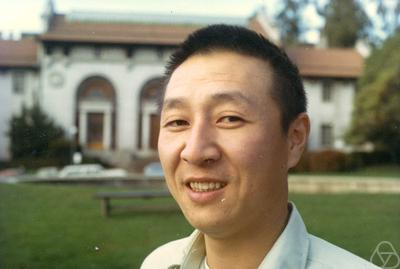
Wu-Yi Hsiang

Wu-Yi Hsiang (chinesisch 项武义, Pinyin Xiàng Wǔyì; * 1937 in China) ist ein chinesisch-US-amerikanischer Mathematiker, der sich überwiegend mit Geometrie beschäftigt.

## Leben
Hsiang studierte an der National University of Taiwan (Bachelor 1959) und ging nach dem Wehrdienst in die USA, wo er 1964 an der Princeton University bei John Coleman Moore mit der Dissertation On the Classification of Differentiable Actions of the Classical Groups on Pi-Manifolds promoviert wurde. 1968 wurde er Professor an der University of California, Berkeley. 1997 wurde er dort emeritiert und ging an die Hongkong University of Science and Technology. 1965 bis 1967 und 1968/69 war er am Institute for Advanced Study. 1968 erhielt ein Forschungsstipendium der Alfred P. Sloan Foundation (Sloan Research Fellowship).
1974 hielt er als Invited Speaker auf dem Internationalen Mathematikerkongress in Vancouver den Vortrag Local and global characteristic class theory in topological transformation groups.
Zu seinen Doktoranden gehört Bruce Kleiner.
Sein Bruder Wu-Chung Hsiang ist ebenfalls ein bekannter Mathematiker.

## Werk
Hsiang beschäftigte sich mit klassischer Geometrie, Differentialtopologie, Differentialgeometrie, Transformationsgruppen und in den 2000er Jahren mit Anwendungen der Differentialgeometrie in der Himmelsmechanik, zum Beispiel beim Dreikörperproblem.
2001 kündigte Hsiang einen neuen Beweis des Kissing-Number-Problems in drei Dimensionen an (dass maximal zwölf Kugeln derselben Größe eine Zentralkugel gleicher Größe berühren). Er behauptete 1992 auch, das Kusszahlproblem in vier Dimensionen (mit 24 Kugeln) gelöst zu haben.

### Keplervermutung
Hsiang wurde bekannt, nachdem er um 1990 Preprints verschickte, in denen er behauptete, die Keplersche Vermutung mit „elementaren“ geometrischen und analytischen Methoden (Vektoralgebra und sphärischer Trigonometrie) bewiesen zu haben (und darüber hinaus eine andere, verwandte Vermutung, die Dodekaeder-Vermutung). Sein Beweis von rund 100 Seiten, den er 1993 im International Journal of Mathematics veröffentlichte, stieß anfangs auf ein positives Echo. Hsiang hielt im Januar 1993 sogar einen Plenarvortrag auf der gemeinsamen Versammlung der American Mathematical Society und der Mathematical Association of America. Bei näherer Betrachtung kamen aber Zweifel an seinem Beweis auf, die dadurch befördert wurden, dass der Review-Prozess nur vier Monate dauerte, ungewöhnlich für eine so umfangreiche Arbeit. Unter anderem kritisierte ihn der angesehene Spezialist Gabor Fejes-Toth in Mathematical Reviews. Hsiangs Beweis wurde in Budapest über ein Jahr geprüft bzw. es wurde versucht, viele der nur angedeuteten Details zu vervollständigen und Fehler zu korrigieren. Ein solches Vorgehen ist an sich nicht ungewöhnlich, so bedurfte beispielsweise auch der Beweis der Fermatvermutung durch Andrew Wiles mehrerer Anläufe im Rahmen eines kritischen Reviews. Der Mathematiker Károly Bezdek arbeitete dabei eng mit Hsiang zusammen. Bezdek gab 1997 aber auf und veröffentlichte sogar ein Gegenbeispiel zu einem von Hsiangs zentralen Sätzen. Schließlich setzte sich bei der Mehrzahl der beteiligten Mathematiker die Überzeugung durch, Hsiangs Beweis sei falsch. Ein entsprechender offener Brief wurde schon 1994 im The Mathematical Intelligencer von John Horton Conway, Thomas Hales, Doug Muder und Neil Sloane veröffentlicht, gefolgt von einer scharfen Kritik durch Hales. Hales bat Hsiang detailliert um Aufklärung von Lücken in dessen Beweis, worauf Hsiang gereizt reagierte und eine scharfe Erwiderung im Mathematical Intelligencer veröffentlichte, in der er sich über „fabrizierte“ Gegenbeispiele empörte. Hinzu kam, dass ihn Hales, der für Science schreibende Barry Cipra und Ian Stewart, der Hsiangs Beweis kurz zuvor noch vielversprechend fand, öffentlich auf offensichtlich falsche elementare geometrische Behauptungen in Hsiangs Preprint hinwiesen, die in späteren Versionen dann eliminiert wurden. Hsiang selbst blieb von der grundsätzlichen Gültigkeit seines Beweises überzeugt. Ende 2001 veröffentlichte er in Buchform eine detailliertere Version seines Beweises.
Zum Hintergrund des Ganzen gehört, dass Hales selbst zu der Zeit, als Hsiang seine ersten Ankündigungen machte, an einem eigenen Beweis der Keplervermutung arbeitete, für den er dann im Zeitraum 1992 bis 2002 vorbereitende Publikationen veröffentlichte. Der Beweis beruhte wesentlich auf der Verwendung umfangreicher Computerrechnungen und war zunächst selbst in Übersichtsform über 200 Seiten lang. Er war später ebenfalls umstritten – ein unabhängiges Team von Mathematikern, die als Referenten vom Herausgeber der Annals of Mathematics Robert MacPherson eingesetzt waren, musste 2003 nach vier Jahren intensiver Überprüfung eingestehen, nur zu „99 %“ sicher zu sein, dass der Beweis korrekt sei, und dass ihnen die Energie für weiteres Prüfen – eine im Übrigen undankbare Aufgabe – fehle. Der Aufsatz wurde trotzdem 2005 in den Annals veröffentlicht. Ursprünglich wollte man noch mit einem Vermerk auf die gescheiterte vollständige Überprüfung hinweisen, der dann aber wegfiel. Hales kündigte daraufhin ein eigenes langwieriges computergestütztes Überprüfungsprojekt an.
Computergestützte Beweise waren damals schon nicht neu, sie waren zum Beispiel beim Vierfarbenproblem und den Feigenbaum-Vermutungen geführt worden. Die Diskussion über ihre Einschätzung hält aber an, ebenso wie die durch die Diskussion um Hsiangs und Hales Beweise aufgeworfene Frage der Akzeptanz mathematischer Beweise.

## Schriften
- Cohomology theory of topological transformation groups (= Ergebnisse der Mathematik und ihrer Grenzgebiete. 85). Springer, Berlin u. a. 1975, ISBN 3-540-07100-8.
- Lectures on Lie groups (= Series on University Mathematics. 2). World Scientific, Singapore u. a. 2000, ISBN 981-02-3522-4.
- Least Action Principle of Crystal Formation of Dense Packing Type and Kepler’s Conjecture (= Nankai Tracts in Mathematics. 3). World Scientific, River Edge NJ u. a. 2001, ISBN 981-02-4670-6.

## Verweise
1. ↑  Der ursprüngliche Beweis von Bartel Leendert van der Waerden und Schütte von 1953 erscheint vielen Mathematikern als zu kompliziert.
2. ↑  Bewiesen von Oleg Musin 2003.
3. ↑  Bewiesen 1998 von Thomas Hales und seinem damaligen Vordiplom-Studenten Sean McLaughlin, der dafür 1999 den Frank and Bennie Morgan Prize erhielt. McLaughlin war eigentlich Musikstudent (Klarinette).
4. ↑  Hsiang: On the sphere packing problem and the proof of Kepler’s Conjecture. In: International Journal of Mathematics. Band 4, Nr. 5, 1993, S. 739–831, doi:10.1142/S0129167X93000364.
5. ↑  Die Zeitschrift wurde zudem durch Kollegen aus Berkeley herausgegeben. Das Bulletin of the American Mathematical Society, an das er sein Manuskript zuerst geschickt hatte, verweigerte den Abdruck, da zu viele Details fehlten.
6. ↑  Károly Bezdek: Isoperimetric Inequalities and the Dodecahedral Conjecture. In: International Journal of Mathematics. Band 8, Nr. 6, 1997, S. 759–780, doi:10.1142/S0129167X9700038X.
7. ↑  Muder fand 1988, 1993 eine Reihe von bis dahin besten oberen Schranken für die Dichte von Kugelpackungen in drei Dimensionen.
8. ↑  Conway u. a.: The Kepler Conjecture. In: The Mathematical Intelligencer. Band 16, Nr. 1, 1994, S. 5, doi:10.1007/BF03024277.
9. ↑  Thomas C. Hales: The status of the Kepler Conjecture. In: The Mathematical Intelligencer. Band 16, Nr. 3, 1994, S. 47–58, doi:10.1007/BF03024356.
10. ↑  Hsiang: A Rejoinder of Hales’s Article. In: The Mathematical Intelligencer. Band 17, Nr. 1, 1995, S. 35–42, doi:10.1007/BF03024716.
11. ↑  Barry Cipra: Gaps in a Sphere Packing Proof? In: Science. New Series, Band 259, Nr. 5097, 1993, S. 895, JSTOR:2880600.
12. ↑  Ian Stewart: Has the sphere packing problem been solved? In: New Scientist. Band 134, 2. Mai 1992, S. 16.
13. ↑  Zum Beispiel im Artikel „Mathematik“ im Encyclopedia Britannica Yearbook 1992.
14. ↑  Nach dem Review des Buches von Szpiro durch Frank Morgan ( In: Notices of the American Mathematical Society. Band 50, Nr. 1, 2005, S. 44–47) ist die Frage, ob der Beweis von Hsiang nicht doch noch vervollständigt werden kann, nach wie vor offen, da gefundene Fehler bisher „repariert“ werden konnten. Ebenso äußerten sich andere Mathematiker wie Bezdek und Conway nach Szpiro: Kepler’s Conjecture. 2003, S. 155.
15. ↑  Thomas C. Hales: A proof of the Kepler Conjecture. In: Annals of Mathematics. Band 162, Nr. 3, 2005, S. 1065–1185, JSTOR:20159940; Thomas C. Hales, Samuel P. Ferguson: A formulation of the Kepler conjecture. In: Discrete & Computational Geometry. Band 36, Nr. 1, 2006, S. 21–69, doi:10.1007/s00454-005-1211-1.
16. ↑  Über das Ringen um dessen Formulierung siehe Steven G. Krantz: Mathematical Apocrypha Redux. More Stories and Anecdotes of Mathematicians and the Mathematical. Mathematical Association of America, Washington DC 2005, ISBN 0-88385-554-2, S. 78 f.
17. ↑  Er hatte auch ein verbessertes und kürzeres Manuskript nachgeschoben, nachdem sich die Prüfer über den „Work in Progress“-Charakter der Unterlagen beschwert hatten. Nach eigenen Aussagen fehlte ihm und seinem damaligen Studenten Ferguson damals die Energie und der Wille, sich weiter mit dem Problem zu beschäftigen.
18. ↑  zum Beispiel Bonnie Gold, Roger A. Simons (Hrsg.): Proof & Other Dilemmas: Mathematics and Philosophy. Mathematical Association of America, Washington DC 2008, ISBN 978-0-88385-567-6.

| Personendaten    | Personendaten                             |
| ---------------- | ----------------------------------------- |
| NAME             | Hsiang, Wu-Yi                             |
| KURZBESCHREIBUNG | chinesisch-US-amerikanischer Mathematiker |
| GEBURTSDATUM     | 1937                                      |
| GEBURTSORT       | China                                     |